# Narodni park Osrednji Balkan
Narodni park Osrednji Balkan (bolgarsko Национален парк Централен Балкан) je narodni park v osrčju Bolgarije, ki je v osrednjem in višjem delu Stare planine (tudi Balkansko gorovje). Njegova nadmorska višina se spreminja od 550 metrov v bližini mesta Karlovo do 2376 metrov na vrhu Botev, najvišjem vrhu v verigi. Ustanovljen je bila 31. oktobra 1991.
Park je tretje največje zavarovano ozemlje v Bolgariji, ki obsega površino 716,69 km² s skupno dolžino 85 km od zahoda proti vzhodu in povprečno širino 10 km. Zavzema dele 5 od 28 oblasti v državi: Loveč, Gabrovo, Sofija, Plovdiv in Stara Zagora. Narodni park vključuje tudi devet naravnih rezervatov, ki pokrivajo 28 % njegovega ozemlja: Boatin, Caričina, Kozja Stena, Steneto, Severen Džendem, Peešti Skali, Sokolna, Džendema in Stara Reka.
Narodni park Osrednji Balkan je eno največjih in najdragocenejših zavarovanih območij v Evropi. Svetovna zveza za varstvo narave (IUCN) je park uvrstila v kategorijo 2. Narodni park in osem od devetih naravnih rezervatov je na seznamu ZN reprezentativnih zavarovanih območij, štirje naravni rezervati pa so vključeni v svetovno mrežo biosfernih rezervatov v okviru Unescovega programa Človek in biosfera. Park je bil polnopravni član fundacije PAN Parks, ki jo vodi WWF. Od leta 2017 so Prastari bukovi gozdovi v vseh devetih parkovnih rezervatih vključeni na seznam svetovne dediščine pragozdov.
Park spada v kopensko ekoregijo Rodopski montanski mešani gozdovi palearktičnega zmernega širokolistnega in mešanega gozda. Je dom redkih in ogroženih vrst in skupnosti divjih živali, samoregulativnih ekosistemov biološke raznovrstnosti ter zgodovinskih znamenitosti svetovnega kulturnega in znanstvenega pomena. Flora parka obsega 2340 vrst in podvrst rastlin. Gozdovi zavzemajo 56 % celotne površine. Tu je 59 vrst sesalcev, 224 vrst ptic, 14 vrst plazilcev, 8 vrst dvoživk in 6 vrst rib ter 2387 vrst nevretenčarjev.

## Zgodovina
Narodni park Osrednji Balkan je bil ustanovljen leta 1991, da bi ohranil edinstveno naravno pokrajino in dediščino tega območja ter zaščitil običaje in preživetje lokalnega prebivalstva. S parkom upravlja Direkcija parka, območni organ Ministrstva za okolje in vode. Direkcija pri uresničevanju svojih ciljev vključuje lokalne organizacije, prostovoljce in ljubitelje gora.

### Statistika parka
- Površina: 71.669,5 ha
- Skupna dolžina: 85 km
- Povprečna širina: 10 km
- Najvišji vrh: Vrh Botev na 2376 metrih nadmorske višine
- Najnižja nadmorska višina: pri Karlovem, približno 500 metrov nad morjem
- Gozdna površina: 44.000,8 ha
- Brezlesna površina: 27.668,7 ha
- 70 % vseh ekosistemov je naravnih
- Obstaja 9 naravnih rezervatov s skupno površino 20.019 ha

## Ekosistemi
Večji del parka pokrivajo stoletni gozdovi bukve, smreke, jelke, gabra in hrasta hrasta. V parku je bila ugotovljena več kot polovica avtohtone bolgarske flore, od tega je 10 vrst in dve podvrsti endemičnih, ki jih ni nikjer drugje na svetu. Več kot 130 višjih rastlin in živali, ki jih najdemo v narodnem parku, je uvrščenih v bolgarsko in svetovno rdečo knjigo ogroženih vrst.
V mejah parka je znanih 166 vrst zdravilnih rastlin, od tega jih je 12 z zakonom zaščitenih. Poleg tega obstaja 229 vrst mahov, 256 vrst gob in 208 vrst alg. Osrednji del Stare planine je dom 70 % vseh nevretenčarjev in 62 % vseh vretenčarjev v Bolgariji. Obstaja 224 ločenih vrst ptic, zaradi česar je nacionalni park Centralni Balkan pomembno mednarodno zatočišče za ptice.
Projekt CORINE BIOTOPS, ki ga financira EU, je ustvaril metodologijo klasifikacije habitatov in 49 habitatnih tipov, razvrščenih po CORINE, je predstavljenih v nacionalnem parku Centralni Balkan. Od tega jih je 24 uvrščenih na 'Seznam ogroženih habitatov', ki zahtevajo posebne varstvene ukrepe v skladu s Konvencijo EU o habitatih.

## Teren
Topografija parka vključuje velike alpske travnike, navpične skalne stene, prepade, globoke kanjone in slapove ter številne gorske vrhove, od katerih jih približno 20 leži na nadmorski višini 2000 metrov ali več. Narodni park Osrednji Balkan je priljubljena točka turistov, naravoslovcev in znanstvenikov.